# Baia di Prydz
La baia di Prydz è un'ampia e profonda baia situata tra la costa di Lars Christensen e la costa di Ingrid Christensen, nella Terra della Principessa Elisabetta, in Antartide. La baia si trova all'estremità settentrionale del gigantesco sistema di drenaggio glaciale che si origina nell'entroterra dell'Antartide Orientale; a sud-ovest di essa si trova infatti la piattaforma glaciale Amery, una piattaforma di ghiaccio in cui fluisce, tra i tanti, anche il ghiacciaio Lambert, il ghiacciaio più grande del mondo, quando esce dal graben Lambert.

## Canale di Prydz
Di fronte alla piattaforma Amery, nella parte occidentale della baia, il fondale della baia di Prydz mostra la tipica batimetria che si ritrova ai margini di tali piattaforme, con la presenza di un ampio bacino vicino alla costa della formazione, profondo in questo caso circa 700 metri e chiamato "depressione di Amery", i cui confini risalgono dolcemente verso il fondale marino circostante, profondo da 100 a 200 metri. Tale bacino non è altro che la parte terminale di quello che è stato battezzato "canale di Prydz", ossia una depressione profonda circa 500 metri all'incontro con la baia e larga circa 100 km la cui superficie è interamente occupata dalla piattaforma Amery.
Sui fondali del suddetto canale e del bacino è poi presente una conoide sottomarina realizzata a partire dal tardo Neogene dal sistema di drenaggio ghiacciaio Lambert-piattaforma Amery e costituita principalmente da detriti raccolti dal flusso glaciale e trasportati dal limite della piattaforma continentale fino sul fondale al largo della costa. Operazioni di trivellazione svolte durante l'Ocean Drilling Program Site 1167 hanno dimostrato che tale deposito di detriti, il cui inizio risalirebbe a circa 780 000 anni fa, è formato in realtà da tre strati sovrapposti e separati da sottili strati di fanghiglia. Questi ultimi strati si sarebbero formati in periodi in cui il flusso di ghiaccio soprastante al canale era assente, ad indicare quindi un ritiro periodico dei ghiacci verso l'interno del canale di Prydz, ossia verso la costa continentale.

## Storia
Alcune parti della baia di Prydz furono avvistate nel gennaio e nel febbraio 1931 da parte di baleniere norvegesi e di alcuni membri della spedizione BANZARE. La baia fu poi esplorata nel 1935 dalla baleniera norvegese Thorshavn, comandata dal capitano Klarius Mikkelsen, e mappata piuttosto dettagliatamente grazie a fotografie aeree scattate durante la spedizione antartica comandata da Lars Christensen nel periodo 1936-37. Infine, la baia fu così battezzata in onore di Olaf Prydz, direttore generale della Hvalfangernes Assuranceforening di Sandefjord, in Norvegia.
Presso la baia di Prydz, e in particolare presso l'oasi antartica dei colli Larsemann, sono presenti diverse stazioni di ricerca come la russa Progress-2, la rumena Law-Racoviță, la cinese Zhongshan e l'indiana Bharati.